# Масуд, Ахмад Зия
Ахмад Зия Масуд (дари احمد ضیاء مسعود; род. 1 мая 1956, Газни, Королевство Афганистан) — афганский политик, вице-президент Афганистана во времена администрации президента Хамида Карзая с 7 декабря 2004 года по 19 ноября 2009 года; младший брат Ахмад Шаха Масуда, лидера сопротивления советскому вторжению в Афганистан и талибам. В конце 2011 года Ахмад Зия Масуд присоединился к крупным лидерам Национального фронта Афганистана, который решительно выступал против возвращения талибов к власти. Национальный фронт — рассматривается как реформа Объединенного фронта (Северный альянс), который при поддержке авиации США отстранил талибов от власти в конце 2001 года.

## Биография
Ахмад Зия Масуд родился 1 мая 1956 года в Мукуре, что в афганской провинции Газни. Он посещал лицей Эстеклал в Кабуле В 1976 году он поступил в Кабульский политехнический университет, где проучился три года. Захваченный бурными событиями в стране после коммунистической Саурской революции, он оставил университет и присоединился к моджахедам во главе со своим братом Ахмадом Шахом Масудом в Панджшерской долине к северу от Кабула.
С 1978 по 1981 год Ахмад Зия руководил силами сопротивления Парьяна в Верхнем Панджшере. С 1981 по апрель 1992 года его командир и брат Ахмед Шах Масуд назначили его специальным представителем партии Джамиат-и-Ислами в Пешаваре, Пакистан, где встретились семь основных сторон афганского сопротивления. В этот период он поддерживал и расширял контакты с политическими лидерами всего афганского движения сопротивления, включая дипломатические круги и международные организации. Он также ездил за границу, чтобы защищать моджахедов.
После падения поддерживаемого Советским Союзом коммунистического режима Бурхануддин Раббани, его тесть, выбрал его советником и специальным представителем Исламского Государства Афганистан. В конечном итоге талибы пришли к власти в Кабуле и основали Исламский Эмират Афганистан. Ахмад Зия Масуд присоединился к Объединенному исламскому фронту против талибов, возглавляемому его братом Ахмадом Шахом Масудом. В конце 1990-х Ахмад Зия Масуд продолжил свою политическую и дипломатическую деятельность, стремясь поднять авторитет Афганистана на международной арене и привлечь внимание к ужасам талибов.
В декабре 2001 года, после падения режима талибов, президент Хамид Карзай назначил его послом в Российской Федерации при Владимире Путине. В феврале 2004 года функции Ахмада Зия были расширены а затем, в июле того же года, Беларусь и Молдову. Он являлся первым заместителем Залмая Расула на президентских выборах в Афганистане в 2014 году.
26 июля 2004 года президент Афганистана Хамид Карзай объявил, что на президентских выборах 9 октября 2004 года он выбрал Ахмада Зиа Масуда своим вице-президентом вместо министра обороны Мохаммада Касима Фахима. Во время предвыборной кампании 2004 года на политическом митинге Масуда в городе Фейзабад на севере Афганистана была взорвана бомба. Два человека были убиты, но Масуд остался невредимым.
После нескольких политических разногласий между Ахмадом Зия Масудом и Хамидом Карзаем их пути разошлись. На президентских выборах 2009 года Карзай баллотировался на выборах вместе с Мохаммадом Касимом Фахимом. В декабре 2009 года взорвалась бомба Ахмада Зиа Масуда. Он остался невредимым, 8 человек были убиты и 40 ранены.

## Национальный фронт Афганистана
В конце 2011 года Ахмад Зия Масуд объединил основных политических лидеров анти-талибов в Национальный фронт Афганистана, который решительно выступал против возвращения талибов к власти. Национальный фронт сохраняет значительный военный потенциал.
Американский конгрессмен Луи Гомерт написал: «Эти лидеры, которые боролись с помощью встроенных сил специального назначения, чтобы первоначально победить Талибан, составляют более 60 процентов афганского народа, но полностью игнорируются администрациями Обамы и Карзая на переговорах».
В январе 2012 года Ахмад Зия Масуд, Абдул Рашид Дустум, лидер узбекской организации «Джунбиш-и Милли», Хаджи Мохаммад Мохакик, один из лидеров хазарской шиитской «Хезб-и Вахдат», и Амрулла Салех, бывший директор афганской разведывательной службы NDS. и лидер Basij-e Milli, собрались на встречу с конгрессменами США в Берлине и подписали совместную декларацию:
Газета Asia Times писала: "Это первый раз, когда руководство таджикской, узбекской и хазарейской общин [Афганистана] пришло к единому мнению. . . По сути, Северный Альянс реанимируется как политическое образование. . . . По мнению групп Северного альянса, пакистанская стратегия состоит в том, чтобы переждать период с настоящего момента до 2014 года — дату, установленную для вывода войск США, — а затем перегруппировать талибов и сделать попытку захватить власть в Кабуле. Их сильная демонстрация единства в Берлине предполагает, что они не уступят и уступят место эксклюзивному соглашению между США, Талибаном и Пакистаном, навязываемым их нации "

## Президентские выборы 2014 года
На президентских выборах 2014 года Ахмад Зия Масуд баллотировался вместе с тогдашним министром иностранных дел доктором Залмаи Расулом на президентских выборах 2014 года в Афганистане. Во втором туре выборов он поддержал кандидата доктора Ашрафа Гани Ахмадзаи. Публично они подписали соглашение о том, что Ахмад Зия Масуд будет занимать должность главного исполнительного директора при администрации Гани. Однако из-за трудностей во втором туре выборов между двумя кандидатами в президенты доктором Ашрафом Гани Ахмадзаем и доктором Абдуллой Абдуллой Ахмад Зия Масуд отошел в сторону, оставив должность главного исполнительного директора доктору Абдулле Абдулле, который потребовал того же позиция после проигрыша в гонке. Ахмад Зия Масуд занимал до августа 2021 года должность Специального представителя президента Афганистана по вопросам реформ и надлежащего управления.

## Личная жизнь
Ахмад Зия Масуд женат на дочери Бурхануддина Раббани . У них четверо детей.
Согласно американской дипломатической телеграмме, Масуд однажды прилетел в Дубай с 52 миллионами долларов.